# 814A型侦察船
814A型近中海偵察船（亦稱為大地級情報收集艦）是中國人民解放軍海軍於1980年代研製並建造的一型中型電子偵察船，為解放軍早期發展自主情報收集艦的代表作之一。 本型艦僅建造一艘，艦名為「北調900號」，先後使用過「北調841號」、「V841號」以及「向陽紅28號」等名稱。
該艦由武昌造船廠建造，於1983年動工，1985年下水，1986年正式服役，並於2016年退役。

## 設計與任務
814A型偵察船的主要任務為電子偵察（ELINT）與通信情報（COMINT）收集，可用於攔截敵方無線電波、雷達波與通信訊號，並具備一定的訊號處理與分析能力。雖然定位為情報收集艦，其艦體噸位卻已接近護衛艦等級，但武裝簡單，僅配備2座雙管37毫米防空機炮，必要時可加裝外掛武器以應對海上威脅。
除電子偵察任務外，北調900號亦可執行近海巡邏、專案偵蒐、對潛通訊蒐集與戰時戰術電子支援等任務，服役期間隸屬於北海艦隊。

## 艦名列表
| 舷號    | 建造船廠   | 下水日期 | 服役日期 | 狀況       | 所屬艦隊 |
| ------- | ---------- | -------- | -------- | ---------- | -------- |
| 北調900 | 武昌造船廠 | 1985年   | 1986年   | 2016年退役 | 北海艦隊 |

## 服役歷程與評價
北調900號作為解放軍早期自製電子偵察艦，在冷戰後期曾被部署於黃海與東海海域，負責監測鄰近國家海軍活動與電子信號。1990年代起，隨著815型、815A型等更大型號的偵察艦服役，北調900號逐漸轉為訓練與補充用途，並最終於2016年退役。